# En avant, les recrues !
Pour les articles homonymes, voir In the Army Now.
Pour plus de détails, voir Fiche technique et Distribution.
En avant, les recrues ! (In the Army Now) est un film américain réalisé par Daniel Petrie Jr., sorti en 1994.

## Fiche technique
- Titre original : In the Army Now
- Titre français : En avant, les recrues !
- Réalisation : Daniel Petrie Jr.
- Scénario : Steve Zacharias, Jeff Buhai, Robbie Fox, Ken Kaufman, Stu Krieger, Daniel Petrie Jr., Fax Bahr, Adam Small
- Musique : Robert Folk
- Photographie : William Wages
- Montage : O. Nicholas Brown
- Production : Michael Rotenberg
- Société de production : Hollywood Pictures
- Pays d'origine :  États-Unis
- Genre : Comédie, guerre
- Durée : 91 minutes
- Date de sortie : 12 août 1994

## Distribution
- Pauly Shore (VQ : Sébastien Dhavernas) : Bones Conway
- Andy Dick (VQ : François Sasseville) : Jack Kaufman
- Lori Petty (VQ : Aline Pinsonneault) : Christine Jones
- David Alan Grier (VQ : Pierre Auger) : Fred Ostroff
- Esai Morales (VQ : Gilbert Lachance) : Sergent Stern
- Lynn Whitfield (VQ : Élise Bertrand) : Sergent Ladd
- Art LaFleur (VQ : Hubert Gagnon) : Brandon T. Williams
- Glenn Morshower (VQ : Mario Desmarais) : Richard Day
- Fabiana Udenio (VQ : Geneviève De Rocray) : Gabriella
- Brendan Fraser : Link (non crédité)